# San Pedro Apóstol (maestro de Osma)

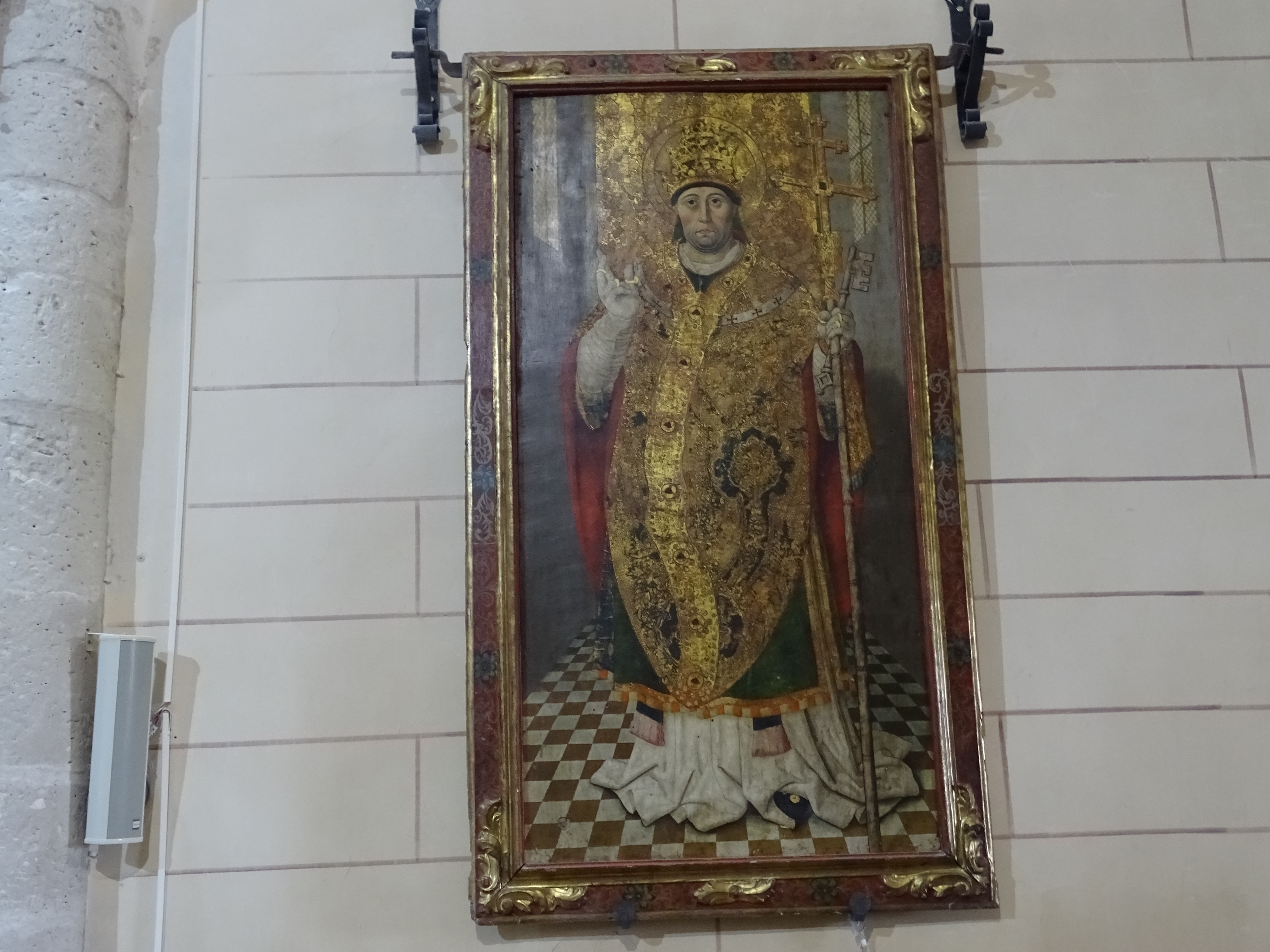
San Pedro papa, obra del maestro de Osma, principios del siglo XVI

San Pedro Apóstol es un óleo sobre tabla, de 166 cm por 84 cm. Se encuentra colgado en la pared meridional de la iglesia parroquial de San Pedro Apóstol de Langayo (Valladolid, España). Se atribuye esta obra al pintor conocido como maestro de Osma. Pertenece  al estilo gótico hispano flamenco y es obra representativa de este autor que dejó trabajos no solo por la provincia de Valladolid sino también por las de Soria y Burgos. Se supone que el óleo formó parte del antiguo retablo mayor, y que estaría colocado en lugar principal ya que la iglesia está dedicada a este santo.

## Descripción
Se representa a san Pedro con vestiduras pontificales compuestas de una vasta casulla y tiara. Está en actitud de bendecir con su mano izquierda mientras que su mano derecha lleva un báculo con doble cruz y la correspondiente llave simbólica. Su rostro es rígido, inexpresivo y con una barba incipiente. La figura está de pie enmarcada por un dosel sobre un suelo enlosado que contribuye a la perspectiva. Llaman la atención los brocados de la vestimenta papal.